# Дядя Ваня (фильм, 1963)
«Дядя Ваня» (англ. Uncle Vanya) — спектакль по одноимённой пьесе Антона Павловича Чехова, показанный на Чичестерском театральном фестивале; существует видеоверсия.

## Сюжет

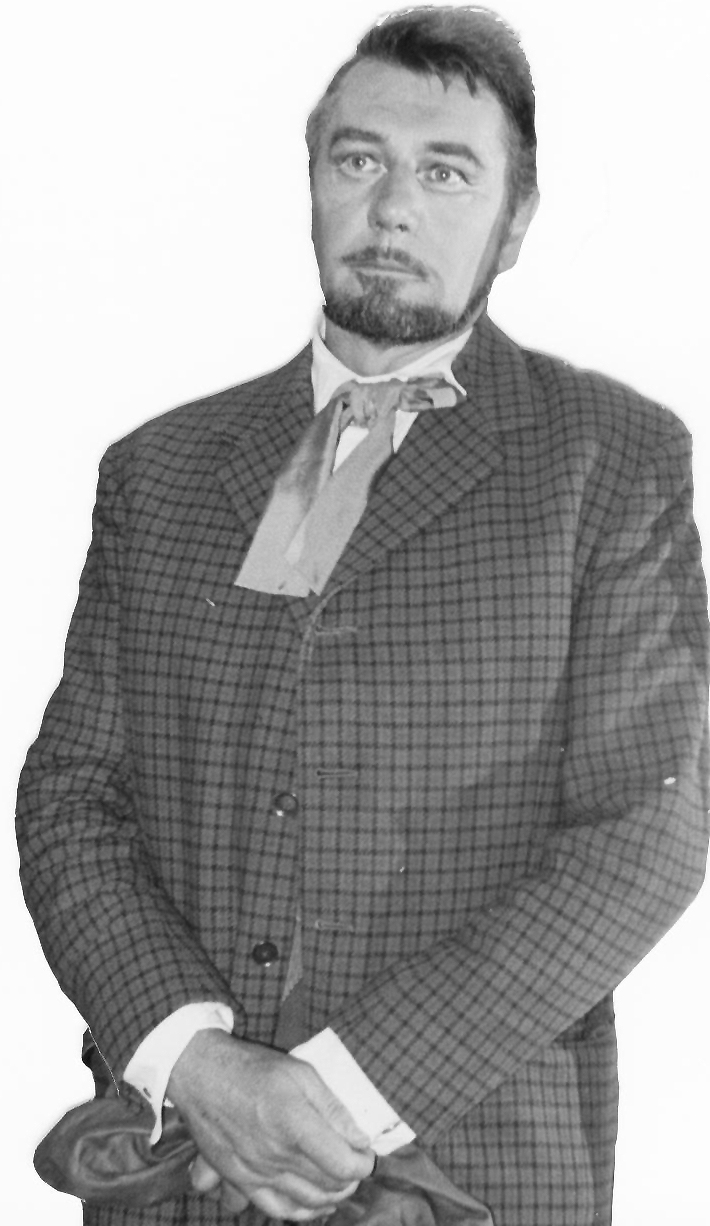
Майкл Редгрейв в образе дяди Вани. Фото: Tony French.

Все события в фильме полностью соответствуют содержанию пьесы Чехова.
В имение Войницких приезжает их старый друг доктор Астров. Няня угощает его чаем в саду. Астров в плохом настроении. 11 лет назад, когда он только начинал сюда ездить, был молодой, красивый, сейчас — постарел. Он жалуется на людей, окружающих его, называет их чудаками и причисляет себя к ним же. К Астрову в саду присоединяется дядя Ваня, брат жены владельца имения, профессора Серебрякова (одновременно является управляющим). Он сетует, что приехавшие профессор с женой нарушили обычный порядок жизни, жалуется на мать, на профессора. В это время профессор, его жена, дочь Соня и обедневший помещик Телегин (по прозвищу Вафля), живущий у Войницких, проходят в дом, возвращаясь с прогулки. Профессор там остаётся, остальные выходят к чаю. За столом начинается спор, но Соня его остановила. В это время доктору приходится уехать.
Вечером в кабинете Серебряков дремлет в кресле. Когда его навещают жена и дочь, он начинает жаловаться на болезни и дядю Ваню. Они пытаются утихомирить его. Приходит няня и уводит профессора. Жена Серебрякова остаётся с дядей Ваней. Она чувствует что-то нехорошее в доме. Он успокаивает её — после дождя будет легче. Дядя Ваня признается ей в любви, но ей нечего ответить. Он хочет ей сказать, что жизнь безвозвратно потеряна, но Елена Андреевна уходит. Возвращаются доктор (пьян) и Вафля. Астров заставляет его играть, в то же время как сам поёт и танцует. Соня прекращает его выступление. Она ругает дядю Ваню за безделье, но, видя его скорбь, останавливается. Астров уезжает, раздражённый подагрой профессора и всей этой обывательской жизнью. Соня разговаривает по душам с Еленой Андреевной. Соня открывает ей тайну: она давно влюблена в Астрова. Та желает ей счастья. Соня хочет, чтобы Елена Андреевна сыграла на рояле, но Серебряков против. Елена Андреевна остаётся одна.
Профессор просит всех собраться в час дня в гостиной. Елена Андреевна обещает Соне поговорить о ней с Астровым, после чего Соня идёт за ним. Елена Андреевна и Астров выясняют отношения. Астров не любит Соню, он считает визит жены профессора выяснением чувств между ними. Дядя Ваня застаёт их во время поцелуя, отчего впадает в ступор. Приходит и Серебряков. Все собрались, чтобы узнать, зачем он их собрал. Серебряков предлагает продать имение. Из-за этого разгорается скандал. Дядя Ваня два раза стреляет в Серебрякова, но промахивается. Соня узнаёт, что Астрову она безразлична.
Осень. Серебряковы готовятся к отъезду. Няня мечтает, чтобы всё было как прежде. У дяди Вани отбирают баночку с морфием. Ему плохо, он хочет всё начать с начала. Все разъезжаются. Дядя Ваня и Соня возвращаются к делам, начатым ещё до приезда гостей. Соня успокаивает дядю. «Мы отдохнём там, за гробом, — говорит она. — Я верую».

## В ролях
- Макс Эдриан — отставной профессор Александр Владимирович Серебряков
- Розмари Харрис — его жена Елена Андреевна, 27 лет
- Джоан Плаурайт — Софья Александровна (Соня), его дочь от первого брака
- Фэй Комптон — вдова тайного советника Мария Васильевна Войницкая — мать первой жены профессора
- Майкл Редгрейв — её сын Иван Петрович Войницкий
- Лоренс Оливье — врач Михаил Львович Астров
- Льюис Кассон — обедневший помещик Илья Ильич Телегин
- Сибил Торндайк — старая няня Марина Тимофеевна
- Роберт Лэнг — работник

## Мнения
Гарольд Хобсон из The Sunday Times описал фильм как «одно из самых больших достижений британского театра XX века», в то время как The New Yorker назвал его «возможно, лучшим „Дядей Ваней“ на английском языке».